# Ligne de tramway 342
La ligne 342 est une ancienne ligne du tramway de Bruges de la Société nationale des chemins de fer vicinaux (SNCV) qui reliait Bruges à Dixmude.

## Histoire
La ligne est mise en service le 22 mars 1910 en traction vapeur entre Bruges et la station vicinale de Leke (nouvelle section, capital 137).

Elle est supprimée le 18 mars 1951 et remplacée par une ligne d'autobus.

## Infrastructure

### Dépôts et stations
Nom : (gare) : quand le dépôt ou la station est accolé ou proche d'une gare.
Type : D : dépôt , S : station , Sf : si la station sert de gare douanière à la frontière , Sp : si la station est établie dans un bâtiment privé le plus souvent un café ou plus rarement une habitation privée.
| Illustration                                | Nom            | Type | Commune   | Localisation                | État                | Remarques |
| ------------------------------------------- | -------------- | ---- | --------- | --------------------------- | ------------------- | --------- |
| Fichier:Diksmuide NMVB stationsgebouw 2.JPG | Dixmude (gare) | D    | Dixmude   | 51° 02′ 04″ N, 2° 52′ 14″ E | En service De Lijn. |           |
|                                             | Koekelare      | D    | Koekelare | 51° 05′ 32″ N, 2° 58′ 24″ E | Hors service.       |           |
|                                             | Leke           | DS   | Leke      | 51° 06′ 02″ N, 2° 53′ 37″ E | Hors service.       |           |

## Exploitation

### Horaires
Tableaux : 342 (1931).
- 542 en 1950[3].